# Tetragrama bíblic

El tetragrama en fenici (segle XII aC a 150 aC), paleohebreu (segle X aC a 135 CE) i hebreu (segle III aC fins a l'actualitat).

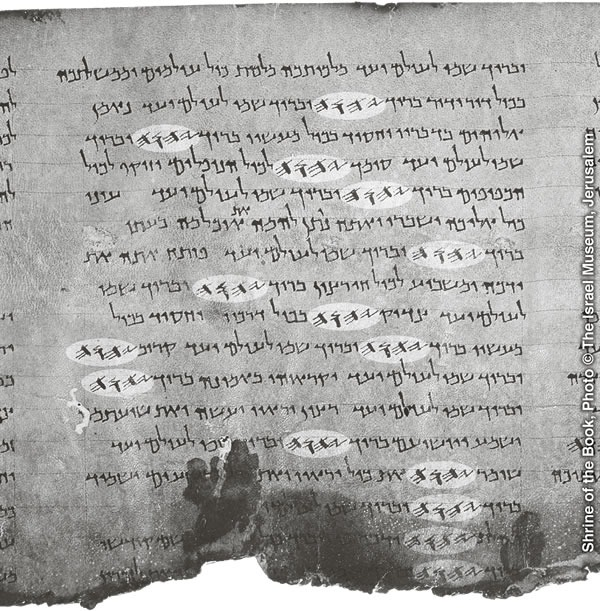
El tetragrama en els manuscrits del Mar Mort en hebreu antic

El tetragrama o tetragràmmaton (/ˌtɛtrəˈɡræmətɒn/; del grec antic τετραγράμματον tetragràmmaton '[constituït per] quatre lletres') és el teònim hebreu de quatre lletres יהוה (en hebreu, el nom de Déu, transliterat com a YHWH). Les quatre lletres, escrites i llegides de dreta a esquerra (en hebreu), són iod, he, waw i he. El nom pot derivar d'un verb que significa "ser", "existir", "fer que esdevingui" o "arribar a passar". Tot i que no hi ha consens sobre l'estructura i l'etimologia del nom, la forma Jahvè ara s'accepta gairebé universalment.
Els llibres de la Torà i la resta de la Bíblia hebrea excepte Ester, Eclesiastès i (amb un possible exemple de la forma curta יה al vers 8:6) el Càntic dels Càntics contenen aquest nom hebreu. Els jueus observants i els que segueixen les tradicions jueves talmúdiques no pronuncien יהוה ni llegeixen en veu alta les formes de transcripció proposades com ara Yahvé o Jehovà; en canvi, el substitueixen per un terme diferent, sigui per adreçar-se o referir-se al Déu d'Israel. Les substitucions habituals en hebreu són Adonai ("El meu Senyor") o Elohim (literalment "déus", però tractats com a singular quan significa "Déu") a l'oració, o HaShem ("El nom") en el discurs quotidià.

## Vocalització

### En l'escriptura hebrea
Com totes les lletres de l'escriptura hebrea, les lletres de YHWH originalment indicaven consonants. En l'hebreu bíblic, la majoria de vocals no s'escriuen, però algunes s'indiquen de manera ambigua, ja que certes lletres van arribar a tenir una funció secundària per indicar vocals.
Uns quants segles més tard, entre els segles V al X, al text consonàntic original de la Bíblia hebrea, els masoretes per ajudar a la lectura, van proporcionar marques per les vocals. Als llocs on la paraula a llegir (el qeré) diferia de la que indicaven les consonants del text escrit (el ketiv), escrivien el qeré al marge com una nota que mostrava el que s'havia de llegir. En aquest cas, les marques vocàliques del qeré estaven escrites al ketiv. Per unes paraules freqüents, s'omet la nota marginal: aquestes s'anomenen qeré perpetuum.
Un dels casos freqüents va ser el tetragama, que segons les pràctiques jueves rabíniques posteriors no s'havia de pronunciar sinó llegir-se com "Adonai" (אֲדֹנָי/"el meu Senyor"), o, si la paraula anterior o següent ja era Adonai, com "Elohim" (אֱלֹהִים/"Déu"). Si s'escriuen les vocals diacrítiques d'aquestes dues paraules a les consonants YHVH, es produeix יְהֹוָה i יֱהֹוִה, respectivament, paraules fantasma que s'escriurien com "Jehovà" i "Jehovih" respectivament.

### En el cristianisme
S'han fet dues principals transliteracions del tetragrama en les traduccions cristianes de la Bíblia: Jehovà i Jahvè. Sovint s'ha traduït el tetragrama per Senyor.
El consens acadèmic és que la pronunciació original del tetragrama era Yahvé (יַהְוֶה): "El fort consens de l'erudició bíblica és que la pronunciació original del nom YHWH... era Yahweh." R. R. Reno està d'acord que, quan a finals del primer mil·lenni els estudiosos jueus van inserir indicacions de vocals a la Bíblia hebrea, van assenyalar que el que es pronunciava era "Adonai" (Senyor); els no jueus van combinar més tard les vocals d'Adonai amb les consonants del Tetragrama i van inventar el nom "Jehovà". Paul Joüon i Takamitsu Muraoka afirmen: "El Qre és יְהֹוָה el Senyor, mentre que el Ktiv és probablement יַהְוֶה (segons testimonis antics)", i afegeixen: "Nota 1: En les nostres traduccions, hem utilitzat Jahvè, una forma àmpliament acceptat pels estudiosos, en comptes del Jehovà tradicional." Ja el 1869, utilitzant la forma tradicional "Jehovà" com a títol del seu article sobre la qüestió, ja que encara no existia l'actual consens que la pronunciació original era "Jahvè", el Smith's Bible Dictionary, un treball col·laboratiu d'estudiosos destacats de l'època, va declarar: "Sigui quina sigui, per tant, la veritable pronunciació de la paraula, no hi ha dubte que no és Jehovà." Mark P. Arnold remarca que certes conclusions extretes de la pronunciació de יהוה com "Jahvè" serien vàlides encara que el consens acadèmic no fos correcte. Thomas Römer sosté que "la pronunciació original de Yhwh era 'Yahô' o 'Yahû'".